# Comté de Finnmark
Ne doit pas être confondu avec Finnmarksvidda.
Le comté de Finnmark (en norvégien : Finnmark fylke ; en same du Nord : Finnmárkku fylka) est un comté norvégien situé à l’extrême nord du pays. Il s’étend au nord-est du comté de Troms voisin, avec lequel il a brièvement fusionné de 2020 à 2024 pour former le comté de Troms og Finnmark.
Le Finnmark est une partie de la Laponie, qui s'étend sur les trois pays voisins : la Finlande, la Suède et la Russie. Il est bordé au nord-ouest par la mer de Norvège et au nord-est par la mer de Barents. Son centre administratif se situe à Vadsø. Ses limites géographiques sont approximativement celles de la région du Ruija (fi) historique des Sames, des Kvènes et des Finlandais.

## Géographie
Le Finnmark est le comté le plus septentrional et le plus oriental de Norvège. Tout en étant le moins peuplé avec ses 73 000 habitants, le comté est également le plus étendu (il est plus grand que le Danemark).
Knivskjellodden, sur l'île de Magerøya, dans la municipalité du Cap Nord, est le point le plus au nord de l'Europe et Kinnaroden, à Nordkyn, est le point le plus septentrional de l'Europe continentale.
Le nord et l’ouest du comté sont parsemés de trois baies remarquables et surtout de nombreux fjords et détroits enserrés par de nombreuses îles : les paysages sont très variés, passant des littoraux déserts aux régions fluviales dotées d’une végétation verdoyante. La côte du Finnmark abrite quelques-unes des plus grandes colonies d'oiseaux marins de Norvège, en particulier entre Hjelmsøystauran et Måsøy, puis de Gjesværstappan à Nordkapp.
Les montagnes les plus hautes du Finnmark se trouvent à l'ouest du comté : le Svartfjell, haut de 1 218 m[réf. souhaitée], et les glaciers de Øksfjordjøkelen (no) (45 km2) et de Seilandsjøkelen (no). La langue glaciaire de l'Øksfjordjøkelen se jetait dans la mer jusqu'en 1900 et fut le dernier glacier de ce type en Norvège.
Les zones de végétation les plus denses se trouvent dans la zone d'Alta et dans la vallée du fleuve Tana. À l'est, les forêts d'épicéas de Sibérie et de pins des terres basses de la vallée de Pasvik sont considérées comme une partie de la taïga. Cette vallée a la plus grande densité d'ours bruns de la Norvège et est le seul endroit du pays où l'on trouve des rats musqués. Les lynx et les élans sont communs dans de grandes parties du Finnmark, mais on les trouve rarement sur les côtes.
À l'intérieur des terres se trouve le plateau de Finnmarksvidda, situé à une altitude de 300 à 400 mètres d'altitude et représentant 36 % de la superficie du comté. Les lacs et les vallées y sont nombreux et il est célèbre pour les dizaines de milliers de rennes possédés par les Samis. En été, il est infesté par les moustiques. Le Parc national de Stabbursdalen assure la protection de la forêt de pins sylvestres la plus septentrionale du monde.
Le fleuve Tana, qui définit partiellement la frontière avec la Finlande, est le cours d'eau d'Europe donnant la plus grande pêche de saumons[réf. souhaitée]. À l'est, la Pasvikelva délimite la frontière avec la Russie.
De nombreuses zones protégées ont été instaurées afin de veiller sur ces richesses naturelles. Le Finnmark comptait, en 2005, quatre parcs nationaux (228 283 ha), 51 réserves naturelles (36 144 ha) et neuf zones de paysage protégé (37 535 ha).

## Politique
Les dernières élections au conseil (en) du comté de Finnmark ont eu lieu en septembre 2007 et ont donné une majorité à la gauche (19 sièges sur 35). Les résultats sont les suivants :

## Histoire

### Le Moyen Âge et l'époque moderne
Le Finnmark est peuplé depuis au moins 10 000 ans. Plus tard, des Sames vinrent y pratiquer l'élevage des rennes et des colons du nord de la Finlande vinrent également s'y établir. Gjesvær est mentionné dans les sagas comme un port de l'époque viking, utilisé par eux comme étape sur le chemin de Bjarmaland, et probablement également pour se réapprovisionner en vivres dans les colonies d'oiseaux de mer nichant à proximité.
Les régions côtières du Finnmark ont commencé à être colonisées par les Norvégiens dès le début du Xe siècle, et certains récits décrivent des combats avec les Caréliens. Ces marchands norvégiens cherchaient à s'approvisionner en fourrures, en poissons et en peaux de phoques.
La plus ancienne fortification connue dans le Finnmark est le fort de Vardøhus, érigé en 1306 par le roi Håkon V de Norvège. C'est la forteresse la plus au nord du monde. Au XVIIe siècle, 88 jeunes femmes ont été brûlées comme sorcières, un chiffre extrêmement élevé au regard de la population du lieu.
Si, pendant toute cette période, phases de pauvreté et phases de richesses ont alterné régulièrement, la plupart des habitants sont restés pauvres. Lorsque les temps étaient plus prospères, l'essentiel des profits allait vers le sud.

### LeXIXesiècle
Le Finnmark n'est devenue une terre de colonisation importante qu'à la fin du XVIIIe siècle et au XIXe siècle. En 1789 en effet, le monopole du commerce est aboli et les villes d'Hammerfest et de Vardø sont fondées. Les marchands russes commencèrent à être actifs au Finnmark, échangeant de la farine contre du poisson. De nombreux Norvégiens se sont alors également installés dans la péninsule de Kola. Ce commerce perdura jusqu’à la Révolution russe.
L'union suédo-norvégienne et la Russie ont alors revendiqué toutes deux le contrôle de cette zone. La Grande-Bretagne a alors craint que la Russie cherche à s'approprier le Finnmark. Un traité est signé le 21 novembre 1855 entre la Grande-Bretagne et l'Union suédo-norvégienne : cette dernière s'engage à ne vendre aucune terre aux Russes, en échange de quoi les Anglais s'engagent à les protéger contre toute agression russe.
Si le Finnmark a été très tôt une colonie norvégienne, il n'a été vraiment intégré au royaume qu'au début du XIXe siècle, lorsqu'il a reçu le statut de comté. Il n'y avait alors que 7 000 habitants en 1801, selon le recensement.
Le XIXe siècle, ou plus précisément la période allant de 1830 et 1880, est une sorte d'âge d'or pour le Finnmark. C'est durant ce siècle que le pays est progressivement relié au reste de la Norvège : une liaison maritime est établie jusqu’à Hammerfest en 1838, puis jusqu’à Vadsø en 1853. Le télégraphe arriva, lui, dans l'est du comté en 1870. C'est également à cette époque que se situe la grande période de la pêche à la morue. Cet essor économique n'est toutefois pas dû à une modernisation technologique, mais bien à un accroissement de la demande. Des mines de cuivre furent également en service durant cette période.
Ce comté a alors connu une forte croissance démographique durant le XIXe siècle et comptait 33 000 habitants en 1900. Cet accroissement était dû non seulement à une hausse de la natalité, mais également à des immigrés en provenance de Finlande. Ces immigrés sont venus pour travailler dans les mines de cuivre de Kåfjord, ouvertes par une compagnie britannique entre 1826 et 1878. À son apogée, dans les années 1840, Kåfjord était plus peuplée qu'Hammerfest, Vardø et Vadsø réunies. Les mines devinrent toutefois déficitaires et elles fermèrent en 1878. Une grande partie des travailleurs finlandais partirent alors aux États-Unis, dans le Michigan. Les mines rouvrirent temporairement entre 1896 et 1909, sous la direction d'entrepreneurs suédois.
La stagnation de la pêche, à partir des années 1880, entraîna des problèmes économiques et, par conséquent, un accroissement de l'émigration : les Norvégiens venus du sud du pays y retournèrent en grand nombre et beaucoup de Finlandais regagnèrent également leur pays. La population du Finnmark continua toutefois à augmenter, car il était entré dans la phase de transition démographique (maintien d'une natalité élevée et chute de la mortalité). L'émigration diminua dans les années 1920 et 1930, en raison de la crise économique qui toucha également le sud de la Norvège. De plus, les États-Unis adoptèrent des lois plus sévères empêchant les Norvégiens d'y émigrer.

### LeXXesiècle
Durant les quatre premières décennies du XXe siècle, le Finnmark resta presque totalement étranger aux innovations technologiques qui touchaient les secteurs de la pêche et de l'agriculture dans le reste du pays. De nombreux ports ne furent pas adaptés aux bateaux modernes avant les années cinquante. La productivité n'augmenta donc que peu et le comté prit du retard par rapport au reste du pays.
À la fin de la Seconde Guerre mondiale, les troupes allemandes ont utilisé la technique de la terre brûlée dans le Finnmark pour stopper la progression de l'armée rouge. Ils ont par ailleurs exilé de force la moitié de la population du comté dans le reste de la Norvège. Ceux qui purent s'enfuir passèrent l'hiver dans des grottes ou dans des bateaux. Peu d'habitations ont survécu à la guerre et de nombreuses personnes ont été évacuées de force dans le comté de Troms. Les troupes soviétiques perdirent quelque 2 000 combattants et ne sont toutefois jamais allées plus loin que Kirkenes, qu'ils ont libérée le 25 octobre 1944 (première localité norvégienne libérée). Il s'agit d'ailleurs de la seule ville qui fut épargnée par les Allemands, ces derniers n'ayant pas eu le temps de la détruire avant l'arrivée des Soviétiques. Les Russes quittèrent le Finnmark en septembre 1945. Les habitants ne reçurent aucun soutien jusqu’à la capitulation allemande, en mai 1945, mis à part que les Soviétiques dormaient dans la neige et les habitants chez eux. Igor Mikhaïlovitch Diakonov fut nommé major de la garnison de Kirkenes et a publié un " Livre de souvenirs " non traduit en français sur cette période.
Les habitants du Finnmark rentrèrent rapidement dans leur province après la guerre et entamèrent la reconstruction de leurs maisons. En dépit des projets du gouvernement norvégien en exil de concentrer les habitations dans quelques grands ports de pêche, les habitants retournèrent là où ils avaient toujours habité, s'éparpillant à nouveau dans de nombreux petits villages. Cela posera d'ailleurs des problèmes à partir des années 1950 : le secteur de la pêche commença alors à se restructurer, les emplois furent concentrés dans les localités les plus peuplées, mais les habitats restaient dispersés.
Durant la guerre froide, des tensions eurent lieu le long des 196 kilomètres de frontières avec l'Union soviétique et, afin de calmer la situation, le gouvernement norvégien déclara qu'aucun exercice de l'OTAN n'aurait lieu dans cette province. De nombreuses activités militaires ont toutefois eu lieu dans le Finnmark, notamment dans le but d'obtenir des informations sur les forces soviétiques.
Le comté connaît une importante modernisation durant les années 1950 et 1960, sous l'impulsion des gouvernements sociaux-démocrates au pouvoir à Oslo. Une politique d'industrialisation planifiée est mise en place, concernant essentiellement les ressources naturelles. De nombreuses usines de traitement des poissons sont construites le long des côtes. Le Finnmark connaît alors un nouvel afflux d'immigrants : des centaines de femmes du nord de la Finlande viennent travailler dans les usines norvégiennes et nombreuses sont celles qui s'y marient.
En 1979, la volonté du gouvernement norvégien de construire un barrage à Alta provoqua des mouvements de résistance des Sames et des protecteurs de l'environnement, sans toutefois parvenir à empêcher sa construction. Ce mouvement d'opposition à la construction de la centrale hydroélectrique d'Alta est connu sous l'appellation de « conflit d'Alta » (aussi « controverse d'Alta1 »).
En 1989, le parlement lapon ouvre à Karasjok.

## Économie
La pêche a traditionnellement été l'activité principale le long de la côte, où vit la majorité de la population norvégienne.
Le crabe royal du Kamtchatka, provenant à l'origine de l'océan Pacifique nord, mais amené dans la mer de Barents par les Russes, a colonisé la côte depuis l'est et est désormais exploité commercialement. Afin d'éviter que cette espèce invasive ne se répande trop au sud, la pêche à l'ouest du Cap Nord est totalement libre.
Plus de 2 000 personnes sont impliquées dans l'élevage du renne dans le Finnmark, soit un peu plus de 2 % de la population totale. Si ce nombre est resté stable depuis de nombreuses années, le nombre de rennes a lui connu une chute importante au cours des dernières années : de 200 000 têtes en 1988, il est passé à 103 000 en 2001. L'épuisement des pâturages serait l'une des causes de ce phénomène.
Le comté de Finnmark a longtemps été le plus important comté minier de Norvège. L'industrie de l'ardoise d'Alta est bien connue et vend ses produits jusqu'au Japon. Kirkenes est elle devenue une ville lorsque le minerai de fer a commencé à être exploité. La mine de Sydvaranger a toutefois fermé ses portes en 1996.
Hammerfest connaît actuellement un boom économique dû à l'exploitation prochaine du gaz naturel liquéfié à Melkøya par Equinor (champ de Snøhvit, dans la mer de Barents). L'accroissement de l'activité pétrolière dans la mer de Barents devrait également permettre de dynamiser l'économie de l'est du Finnmark.
Depuis 1990, le Finnmark et les neuf communes les plus septentrionales du comté de Troms forment une zone spéciale offrant des conditions privilégiées aux entreprises, dans le but de dynamiser l'économie et de retenir les forces de travail dans cette région. Les avantages touchent tant les entreprises que les particuliers. Au niveau des entreprises, trois taxes sont supprimées : taxe sur les paiements, sur la consommation électrique et sur les investissements dans la construction. Les avantages dont jouissent les particuliers sont les suivants : les impôts sur le revenu sont moins élevés qu'ailleurs, les allocations familiales plus élevées et les emprunts annuels pour les étudiants moins onéreux.
Le chômage y est toutefois plus élevé que dans le reste de la Norvège, surtout à l'intérieur des terres où il atteint des niveaux très importants.
Le tourisme a également pris de l'importance au cours des dernières années, le Cap Nord, Hammerfest et Alta étant les principales destinations.
Alta abrite un site d'art rupestre, inscrit au patrimoine mondial de l'UNESCO en 1985.

## Transports
Le Finnmark n'est pas desservi par les chemins de fer - le réseau ferroviaire norvégien n'allant pas plus au nord que Narvik, mais le comté abrite en revanche une dizaine d'étapes de l'Hurtigruten, le service côtier qui assure le service régulier entre trente-quatre ports de la côte norvégienne, de Bergen à Kirkenes.
Il y a de nombreux petits aéroports assurant la liaison avec Tromsø dans le Finnmark, mais seuls ceux d’Alta et de Kirkenes ont des liaisons directes avec Oslo. En outre, l'aéroport de Lakselv, à Porsanger, est utilisé par la Force aérienne royale norvégienne, ainsi que par les troupes de divers pays de l'OTAN.

## Démographie
La culture Komsa, datant de l'âge de pierre, est difficile à relier avec la population vivant actuellement au Finnmark. Des découvertes suggèrent que les Sames sont là depuis longtemps, mais les chercheurs ne parviennent pas à se mettre d'accord sur la durée : certaines parlent de 8 000 ans, d'autres de 2 500 ans seulement. À partir du Moyen Âge, et jusqu'au début du XXe siècle, les côtes sont colonisées par des Norvégiens et le Finnmark devient une partie du royaume.
La plus grande partie de la population same de Norvège se trouve dans le Finnmark, où elle constitue environ un quart de la population locale. Le comté et les municipalités de Kautokeino, Karasjok, Tana, Nesseby, Porsanger et Kåfjord ont également des noms officiels en same.
Au XIXe siècle, de nombreux immigrants venant de Finlande s'établissent au Finnmark. Ils parlent le dialecte finnois Kven, avec quelques influences norvégiennes. Les Kvènes sont l'une des cinq minorités de la Norvège. Vadsø est souvent considérée comme la capitale kvène de la Norvège.
Lakselv, dans le centre du Finnmark, est parfois considéré comme le point de rencontre de ces trois ethnies[réf. souhaitée]. Plus récemment[Quand ?], enfin, des immigrés russes sont arrivés à Kirkenes.

## Communes
Le comté de Finnmark est subdivisé en 19 communes (Kommuner) au niveau local. Elles regroupent toujours plusieurs localités différentes, réunies en une seule commune administrative. Dans la liste ci-dessous, les localités faisant l'objet d'un article propre sont indiquées entre parenthèses après la commune auxquelles elles appartiennent.
Six communes ont le statut officiel de ville.

### Villes
- Alta
- Hammerfest
- Nordkapp (dont : Honningsvåg)
- Sør-Varanger (dont : Kirkenes)
- Vadsø
- Vardø

### Autres communes
- Berlevåg
- Båtsfjord
- Gamvik
- Hasvik
- Karasjok
- Kautokeino
- Kvalsund
- Lebesby
- Loppa
- Måsøy
- Nesseby
- Porsanger
- Tana

## Sources
- (en) Cet article est partiellement ou en totalité issu de l’article de Wikipédia en anglais intitulé « Finnmark » (voir la liste des auteurs).
- (lien brisé) Why do young people leave fishing communities in coastal Finnmark. Article de Jens Christian Hansen, du département de géographie de l'université de Bergen, 1998.
- The emigration from Tornedalen. Article de Sture Torikka à propos de l'émigration vers les États-Unis de populations du Finnmark.